# Freak of Nature (Freak of Nature)
Freak of Nature è il primo album in studio del gruppo musicale statunitense Freak of Nature, pubblicato nel 1993 dalla Music for Nations.

## Tracce
1. Turn the Other Way – 4:03
2. What Am I – 3:45
3. Rescue Me – 5:16
4. 92 – 5:30
5. People – 4:11
6. World Doesn't Mind – 4:29
7. Possesed – 6:38
8. Where Can I Go – 4:57
9. If I Leave – 5:28
10. Love Was Here – 3:19

## Formazione
- Mike Tramp – voce
- Dennis Chick – chitarra solista
- Kenny Korade – chitarra ritmica
- Jerry Best – basso
- Johnny Haro – batteria